# Overkill's The Walking Dead
Overkill's The Walking Dead fue un videojuego de acción cooperativo desarrollado por Overkill Software y Starbreeze Studios y publicado por 505 Games, que fue lanzado para Microsoft Windows el 6 de noviembre de 2018 en Estados Unidos, y dos días más tarde en Europa y el resto del mundo. El juego también tenía previsto lanzarse en las consolas PlayStation 4 y Xbox One, sin embargo las desarrolladoras decidieron cancelar el lanzamiento y suspender el soporte en PC debido a que no se habían logrado cumplir con las expectativas y la calidad prometida.
Inspirado en el universo de The Walking Dead, franquicia creada por Robert Kirkman, se trata de un juego multijugador cooperativo para 4 jugadores ambientado en Washington D. C., durante el estallido de un brote zombi.

## Jugabilidad
Es un juego multijugador en línea en primera persona, en donde el jugador se unirá con otros tres compañeros para realizar una variedad de misiones en un mundo posapocalíptico, tratando de encontrar suministros y sobrevivientes. Deberán fortalecer su campamento base, mientras enfrentan la amenaza tanto de los muertos como de los vivos, por cualquier medio necesario.
Cada uno de los personajes tiene sus propias habilidades especiales, sistema de progresión, estilo de juego e historia. Pero todos comparten el mismo objetivo de sobrevivir, y para ello el trabajo en equipo es primordial. Los jugadores podrán elegir de que manera resolver las situaciones peligrosas, eliminando a los enemigos de forma sigilosa y silenciosa, o haciendo uso de distintas armas de fuego.

## Desarrollo
En agosto de 2014, Robert Kirkman anunció que un videojuego cooperativo de The Walking Dead estaba siendo desarrollado por Overkill Software, famosos por ser los creadores de los juegos Payday, en colaboración con Starbreeze Studios. Kirman declaró: "Me alegra decir que es el juego cooperativo que todos los fans de The Walking Dead estaban esperando".
En abril de 2015, se comunicó que el juego estaría disponible para PlayStation 4, Xbox One y PC, y que 505 Games se encargaría de la distribución.
El juego sufrió dos retrasos en su fecha de lanzamiento. El primero fue en enero de 2016, cuando se informó que llegaría durante la segunda mitad de 2017, y el segundo se produjo en mayo de ese año, siendo anunciada esta vez su fecha de venta para el 2018.
Finalmente, el 11 de diciembre de 2017, mediante el estreno de un  tráiler del juego, se confirmó como fecha de lanzamiento el otoño de 2018.